# Al-Shamal
Al-Shamal (Arabisch: الشمال) is een kleine voetbalclub uit de stad Madinat ash Shamal in Qatar. De club werd opgericht in 1980.

## Erelijst
- Beker van sjeik Jassem van Qatar

1996

## Bekende (oud-)spelers
- Frank de Boer
- Ronald de Boer
- Saïd Boutahar
- Jeremy de Nooijer
- Willie Overtoom

## Bekende (oud-)coaches
- Costică Ștefănescu (2012)
- Silvio Diliberto (2012-2014)

Al-Ahli · Al-Arabi · Al-Duhail · Al-Gharafa · Al Kharaitiyat · Al-Khor · Al-Rayyan · Al-Sadd · Al-Sailiya · Al-Shahania · Qatar SC · Umm Salal